# Club Social y de Deportes Concepción
El Club de Deportes Concepción és un club de futbol de la ciutat xilena de Concepción que ha guanyat en dues ocasions la lliga xilena de segona divisió (1967 i 1994).

## Història
El club va ser fundat el 29 de febrer de 1966 amb la fusió de diversos clubs amateurs com el Galvarino, Liverpool, Juvenil Unido, Santa Fe i Club Lord Cochrane.
El club s'uní a la segona divisió de la lliga xilena de futbol professional el mateix 1966, guanyant el campionat i assolint la promoció a primera divisió.
El 1991 representà a Xile a la Copa Libertadores, passant la primera ronda però essent eliminat a la ronda de setzens de final per l'América de Cali. La següent participació internacional arribà el 1999, a la Copa Conmebol i aconseguí arribar a les semifinals, però fou vençut per Talleres de Córdoba. El 2001 participà de nou a la Copa Libertadores i tornà a caure a setzens de final, aquest cop enfront del CR Vasco da Gama de Romário.
L'any 2006 el club va suspendre les activitats en no poder a causa dels deutes i falta de pagament, abandonant la competició professional. L'any 2015, Ariel Pereyra fou nomenat entrenador.

## Jugadors destacats
- Osvaldo "Pata Bendita" Castro
- Vicente Cantatore
- Fernando "Palito" Cavaleri
- Carlos Fernando Navarro Montoya
- Daniel Morón
- Mario Osbén
- Mario Vener
- Nicolas "El Loco" Villamil